# Kosmos (Rodeberg)

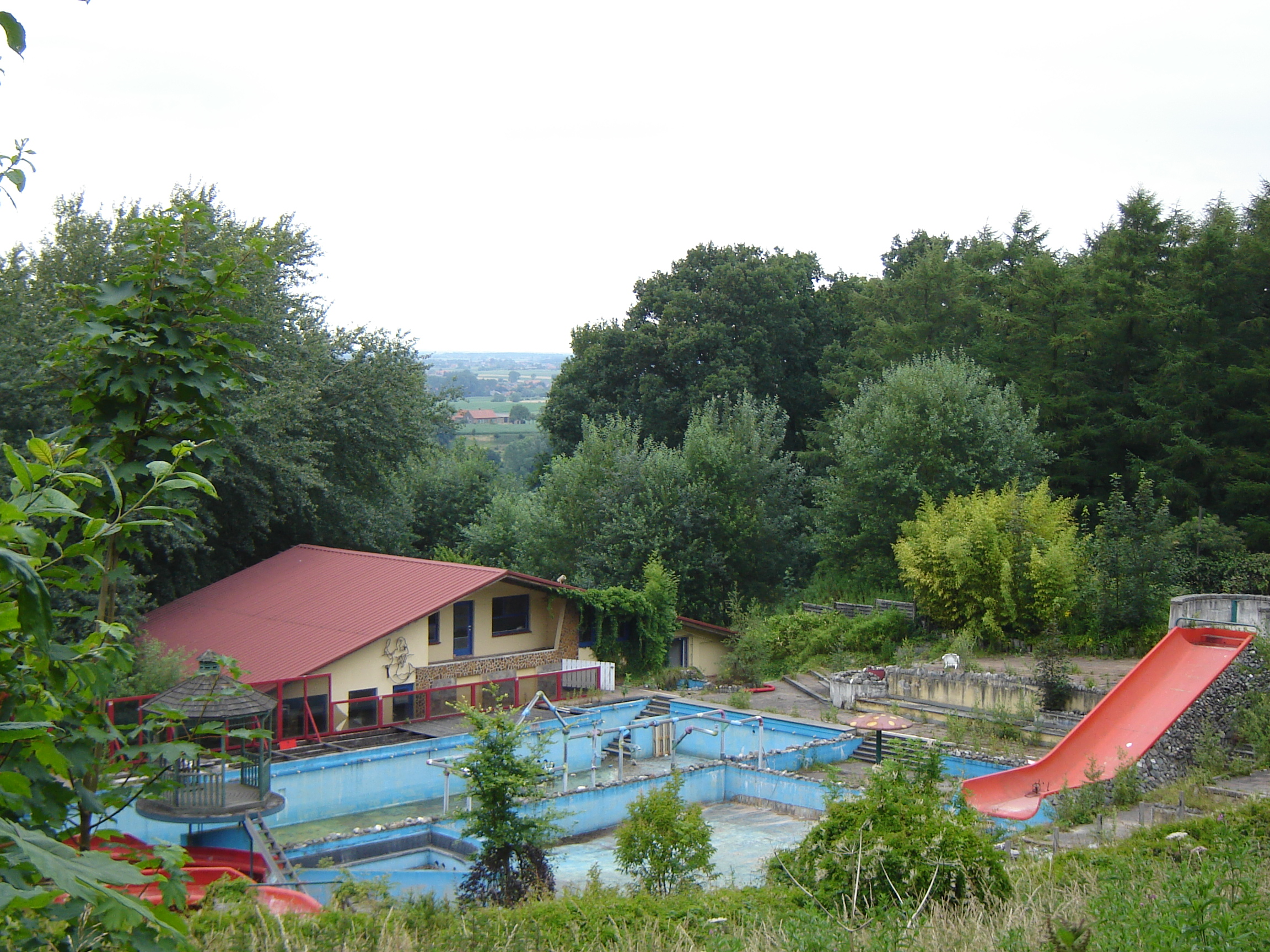
Vervallen openluchtzwembad (2007)

Vakantiedomein Kosmos was een recreatiegebied op de Rodeberg, bij het Belgische dorp Westouter. De Kosmos beslaat een gebied van 70 543 m² en bevatte onder meer een tennisveld, voetbalveld, openluchtzwembad, hotel met restaurant en feestzaal en muziekcafé, Home Boskant (met 48 kamers) en Home Zeewind (slaapzalen en polyvalente zalen).
Het gebied was sinds begin jaren 2000 in verval. 

## Hotel

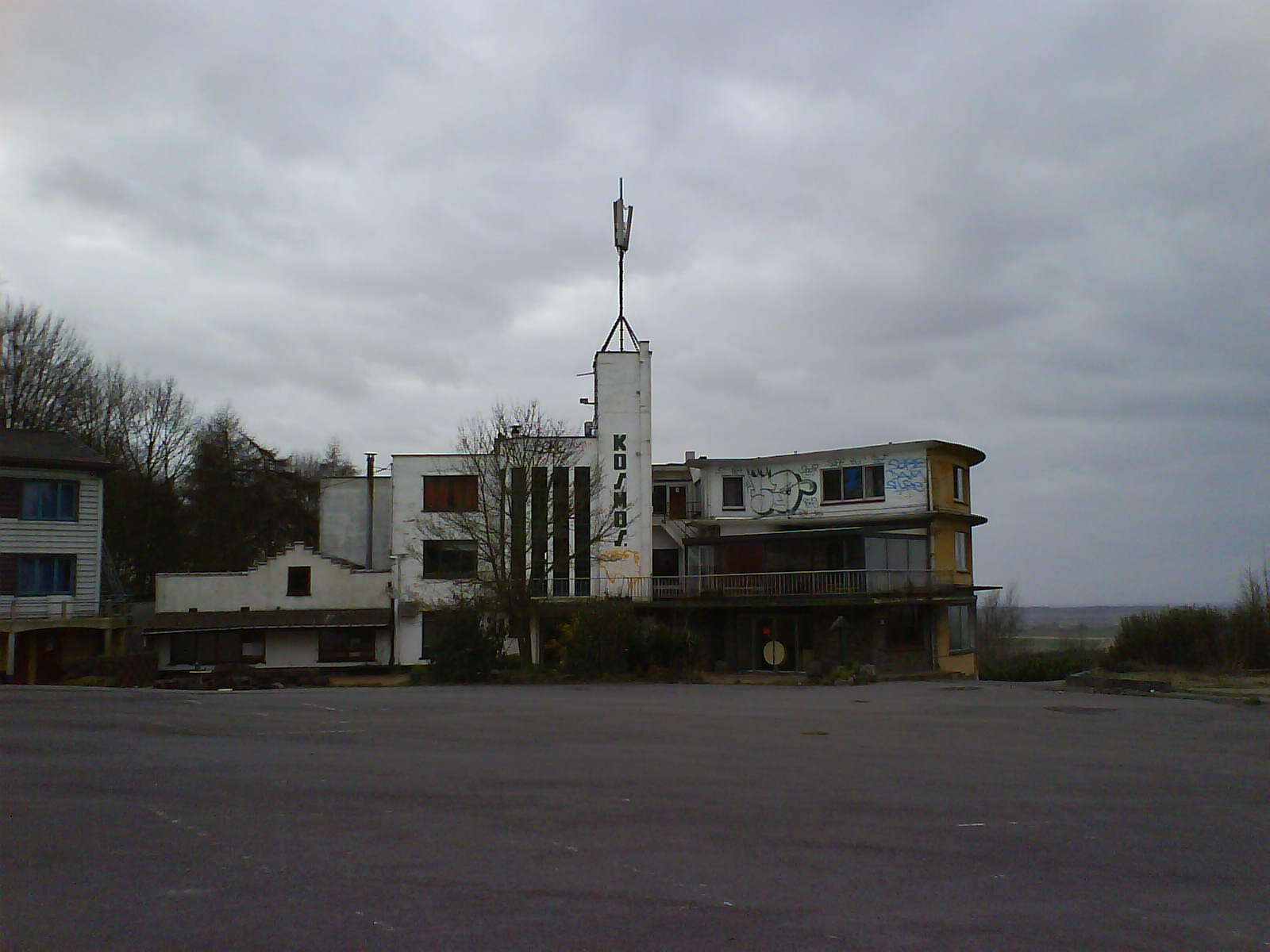
Oude hoofdgebouw met restaurant (2008)

Het hotel werd in 1934 gebouwd als jeugdhotel. Het originele complex was relatief klein. Het hotel was zeer gekend in de streek en genoot een goede naam. In de jaren 60 tot 80 was het een heel bekende plaats voor jongeren, CM-kampen, jeugdbewegingen of bosklassen.
Het originele gebouw Kosmos werd voor de eerste keer uitgebreid in 1965 met een café/restaurant. In 1974 werd de cafetaria grondig uitgebreid en in 1992 werd de veranda aangebouwd. Dit gebouw werd in 2004 geklasseerd als beschermd monument. Deze erkenning was een streep door de rekening van de eigenaar, die grootse plannen had, waar dit gebouw niet in paste.

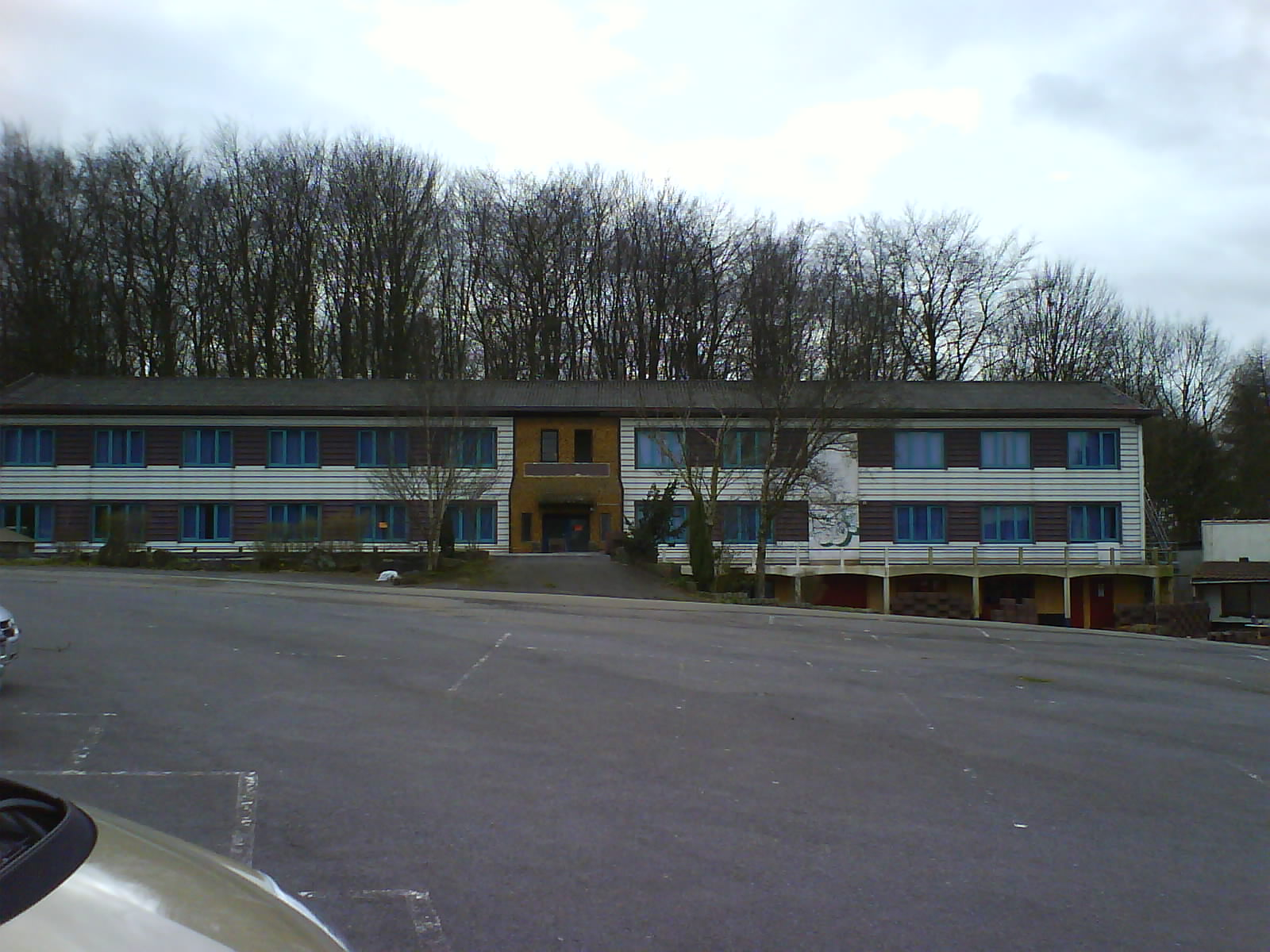
Home Boskant

Boskant, gebouwd door Valcke, werd in 1992 volledig vernieuwd, en bevat 48 kamers, met sanitair. Het gebouw heeft ook een ondergrondse speelzaal-fitnesszaal. De fitnesszaal was vroeger een ondergrondse parkeergarage, maar werd volledig omgebouwd. Boven de vroegere parkeergarage was een volledig speelterrein ingericht. Naast Boskant lag een tennisbaan, die ondertussen volledig vervallen is.

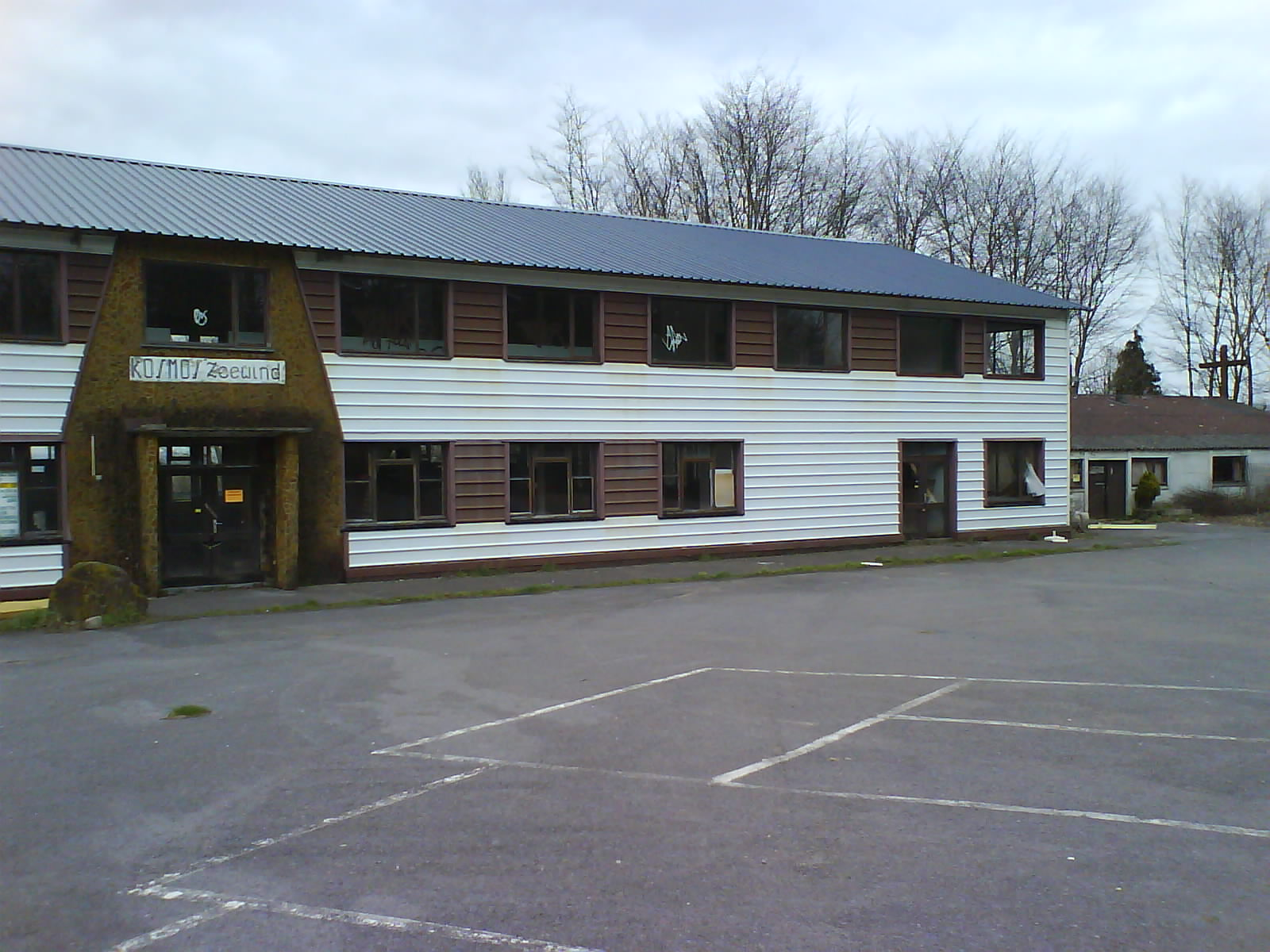
Home Zeewind

Zeewind (1956) werd ook gebouwd door Valcke. Zeewind heeft 4 ruime slaapzalen, 7 kamers, en een sanitair blok. Naast deze gebouwen zijn er ook nog verscheidene kleinere gebouwtjes, zoals Ponderosa, een kleine zaal. Rechts van Zeewind staat een klein gebouw, dat vroeger dienstdeed als kapel, maar dit werd later gebruikt als opslagplaats en magazijn.

## Zwembad
Hotel Kosmos was voornamelijk bekend om z'n openluchtzwembad, het enige in de streek. Het zwembad was omgeven door bos en lag op de helling van de Rodeberg. Het zwembad werd gebouwd in de jaren 60 en telde na enkele verbouwingen drie zwembaden, bubbelbad, twee glijbanen, fonteinen, springplank, cafetaria en ligweide. Dit zwembad was in de streek gekend en druk bezocht.
Dit zwembad was ook de doodslag voor het complex. In 2002 werd de vergunning van het zwembad ingetrokken, wegens opslagproblemen en "niet toegankelijk voor hulpdiensten". De prachtige ligging van het zwembad zorgde ervoor dat het uiteindelijk zou gesloten moeten worden. Deze sluiting werd voor het hotel fataal. Het aantal overnachtingen daalde en in 2005 legde de uitbater de boeken neer.
Het zwembad is volledig verdwenen en vormt nu een aardevlakte op de bergflank.

## Het begin van het einde
In mei 1994 ging de NV Vakantiedorp Kosmos en NV Rodeberg failliet.
Het hotel vond kort daarna een overnemer in Geert Hardeman. Hij pompte met de NV Roberg naar eigen zeggen meer dan 1 miljoen euro in om het tachtig jaar oude complex te renoveren en in eer te herstellen. Die plannen bleven maar aanslepen, en de voornaamste reden was het hoofdgebouw. Dat gebouw (1934) is een beschermd monument en mag niet zomaar verbouwd of gerenoveerd worden. Nochtans had men grootse plannen om het oude complex te vernieuwen. Er zouden nieuwe appartementen gebouwd worden, studio's... Het zwembad zou overdekt worden en de sanitaire voorzieningen en chalets zouden worden uitgebreid.

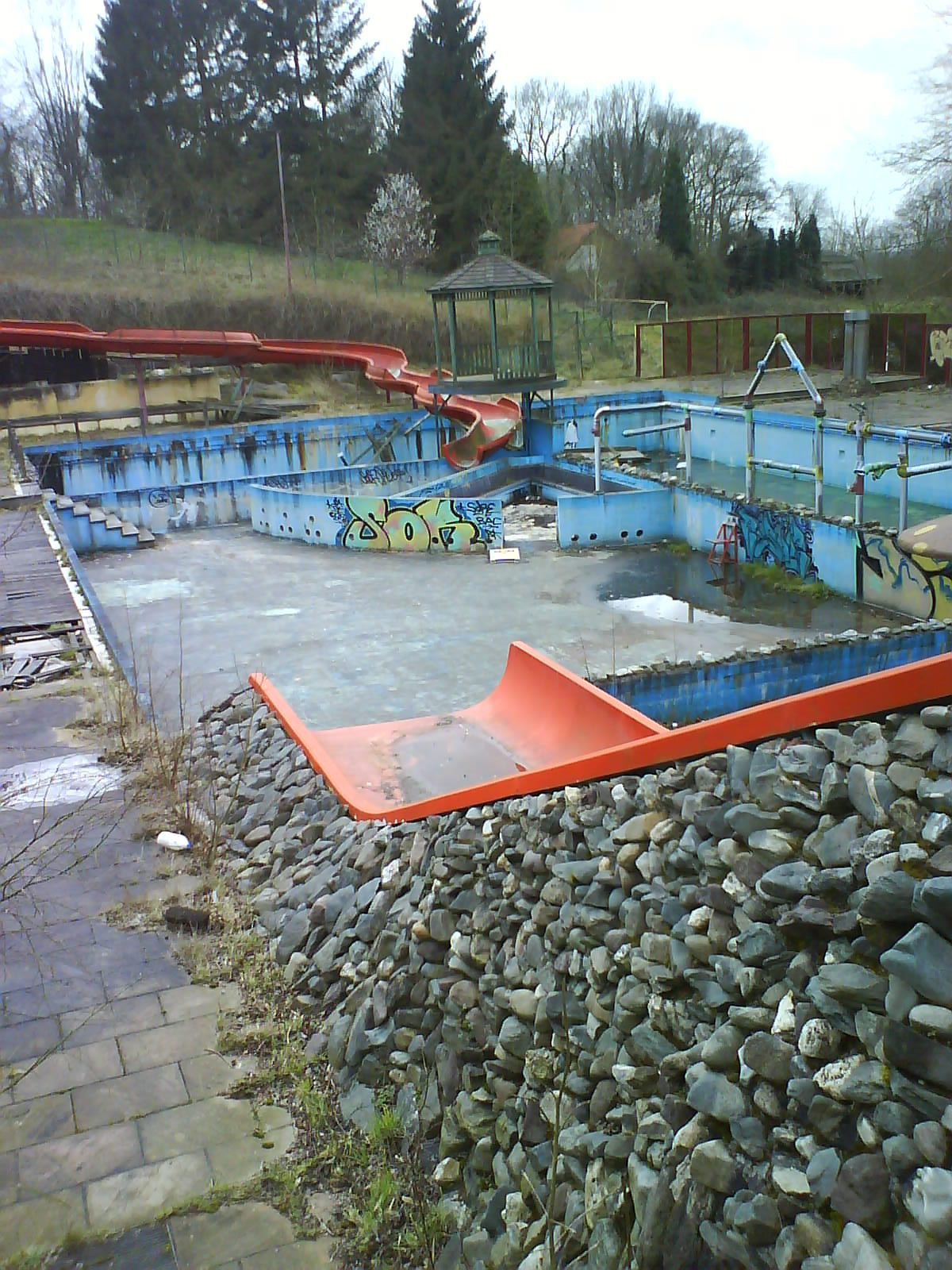
Openluchtzwembad Kosmos (2008)

Het hotel betaalde al een tijd geen facturen meer, wat resulteerde in een schuld van 3,65 miljoen euro.
Sinds 2005 werd het complex aan haar lot overgelaten. Het gebouw werd al ettelijke keren gekraakt en er werd al heel wat ontvreemd. De politie verzegelde het gebouw tevergeefs. Er werd zelfs een Bruggeling opgepakt, die betrapt was op het stelen van een koffiemachine. Sindsdien hebben de curatoren beslist om alles van waarde op te slaan.
Zelfs na tientallen petities en discussies bleef het complex nog steeds verlaten. De curatoren probeerden om het complex te verkopen, maar de biedingen waren steeds te laag.

## Verkoop
Midden 2008 kwam het tot een openbare verkoop. Op de eerste zitdag was het hoogste bod 325.000 euro, de curatoren dachten dat er nog meer kon uitgehaald worden en organiseerden een tweede zitdag. Op deze tweede zitdag werd het volledige domein verkocht voor 1,8 miljoen euro aan een Nederlander, die er terug een bloeiend vakantiecentrum van wilde maken.
Op 7 juli 2008 brak er in de namiddag brand uit in het beschermde torengebouw. Na onderzoek bleek dat die werd aangestoken. Op iedere verdieping bevond zich minstens één brandhaard.
Het hotel werd uiteindelijk verkocht voor ongeveer 1,8 miljoen euro aan Bastiaan De Jeu. Enkele weken later bleek dat de "nieuwe eigenaar" een fantast was en al meerdere dingen gekocht had, terwijl hij wist dat hij het geld niet had. De Jeu werd opgepakt en werd verdacht van oplichting..
Op 5 mei 2009 vond een nieuwe openbare verkoping plaats. Het hoogste bod bedroeg toen 310.000 euro. Dat werd door de curator te licht bevonden. Op 26 mei 2009 werd een tweede zitdag gehouden. De Kosmos werd toen voor de som van 500.000 euro voorlopig toegewezen aan een projectontwikkelaar uit Dessel, die het domein zo snel mogelijk wou renoveren. Tot 10 juni 2009 kon een andere partij nog een hoger bod doen. De Vlaamse Land Maatschappij (VLM) had voorkooprecht en werd uiteindelijk eigenaar. Een petitie met 4.000 handtekeningen werd overhandigd aan minister Hilde Crevits voor de heropening van het zwembad.
In 2021 werd door Hendrik Daem bekendgemaakt dat het gebouw een nieuw leven zal krijgen. Deze renovatiewerken zijn in 2025 gestart en het einde van de werken is gepland in 2034.

## Natuurgebied

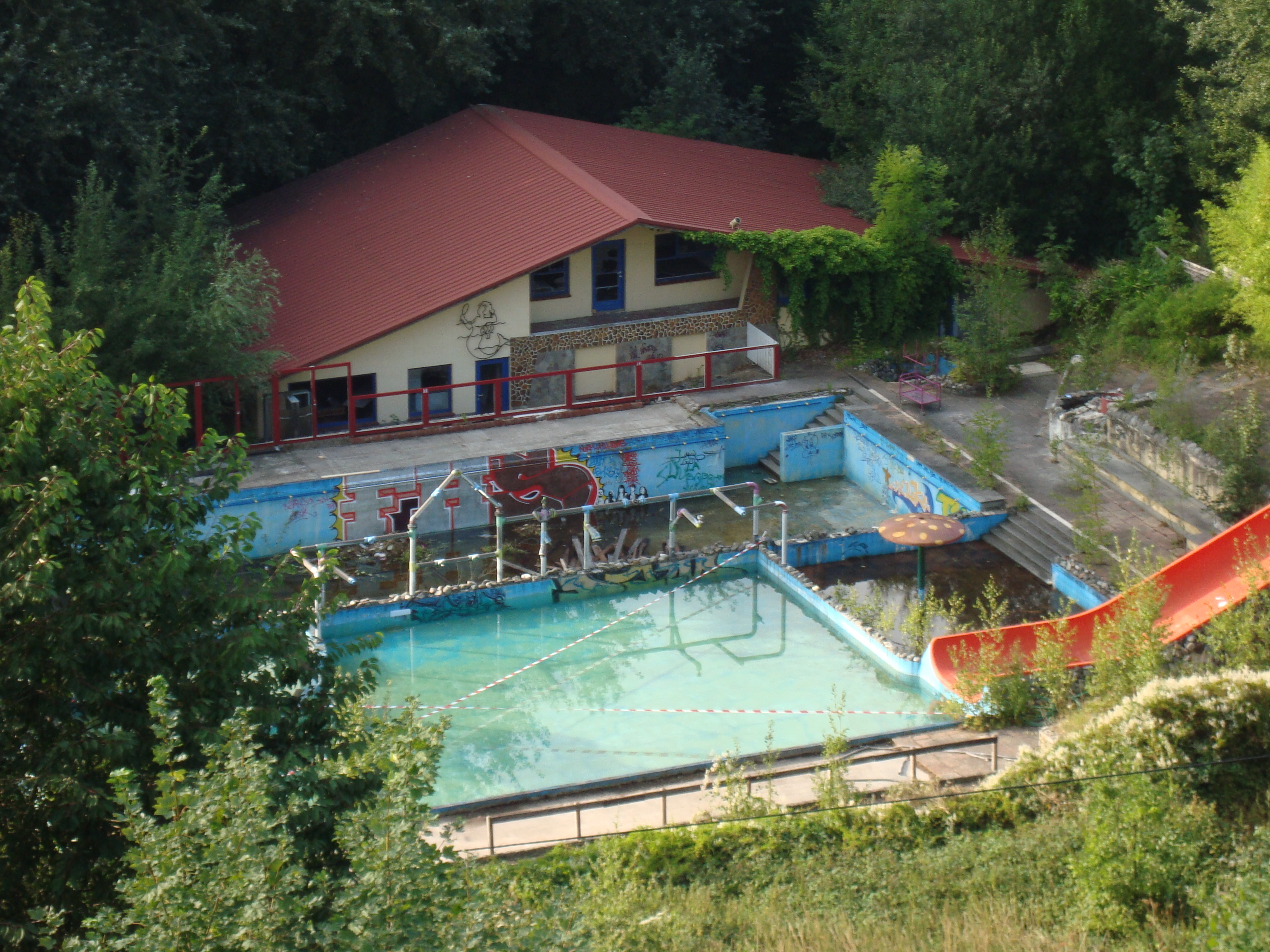
Openluchzwembad Kosmos (2009)

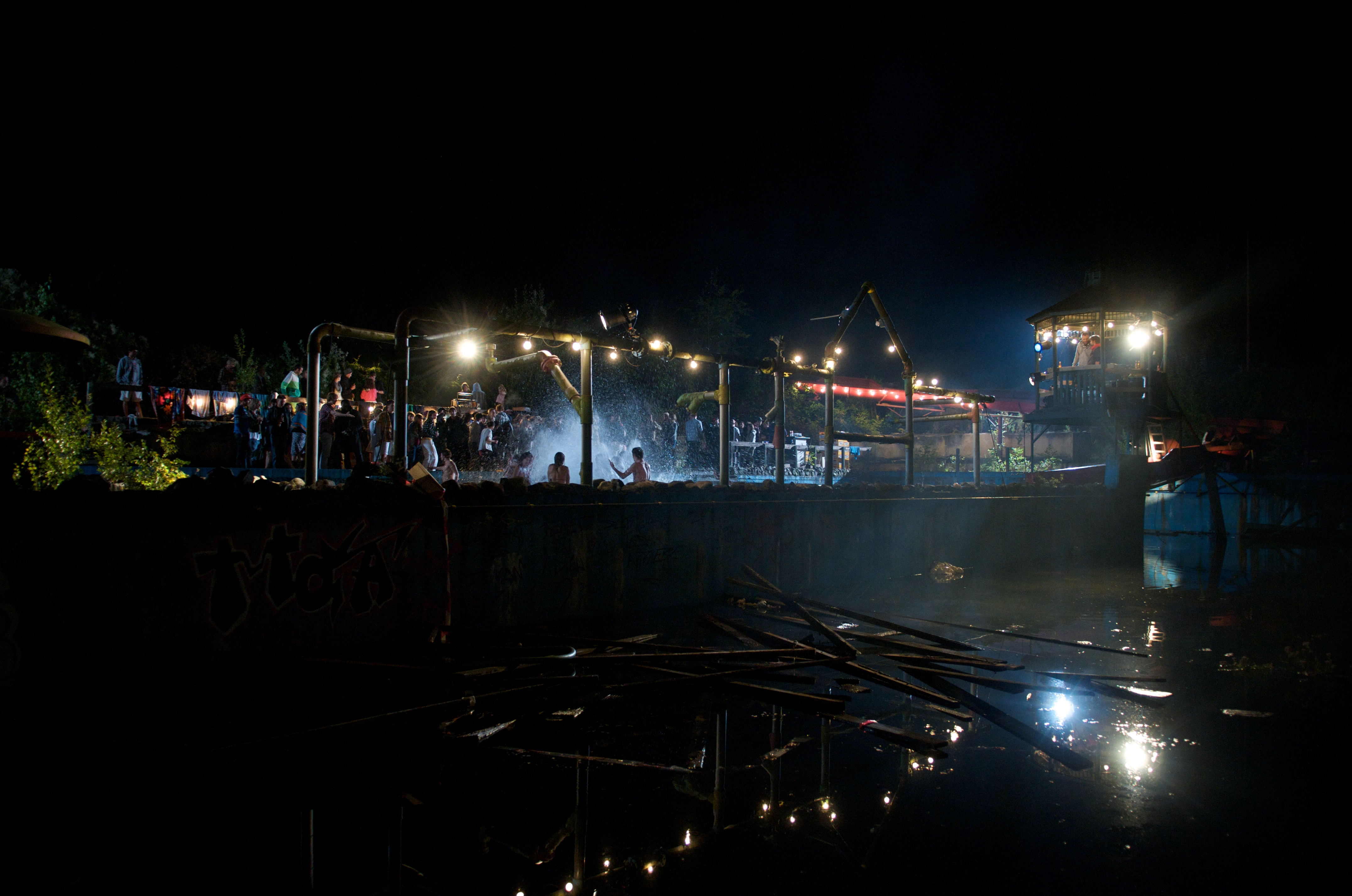
Openluchzwembad Kosmos, videoclip Jan Maessen (2009)

Na de verkoop aan de Vlaamse overheid in 2009, begon in 2010 de sloop van het complex. Van het hotel is alleen het hoofdgebouw blijven staan omdat dit erfgoed is. De andere gebouwen en het zwembad werden gesloopt om in de toekomst weer natuurgebied worden.
Met toestemming van de Vlaamse Gemeenschap werd op 13 augustus 2009 het zwembad nog één keer in gebruik genomen. Film collectief Film & Zoonen restaureerde het zwembad en de glijbaan gedeeltelijk om er een poolparty te organiseren voor de opnames van een videoclip voor een Nederlandse band. Buurt en plaatselijke politiek reageerden positief en er rezen opnieuw stemmen voor een heropening van het zwembad. De schepenen van cultuur besloot na een bezoek opnieuw te pleiten voor behoud, maar uiteindelijk werden het zwembad en de nevengebouwen afgebroken en ontmanteld. Het zoeken naar een commerciële partner voor de uitbating bleek echter moeizaam te verlopen.